# Boal
Boal (Eonavian: Bual) là đô thị và giáo khu trong cộng đồng tự trị của Công quốc Asturias ở Tây Ban Nha.